# Andrés Velencoso

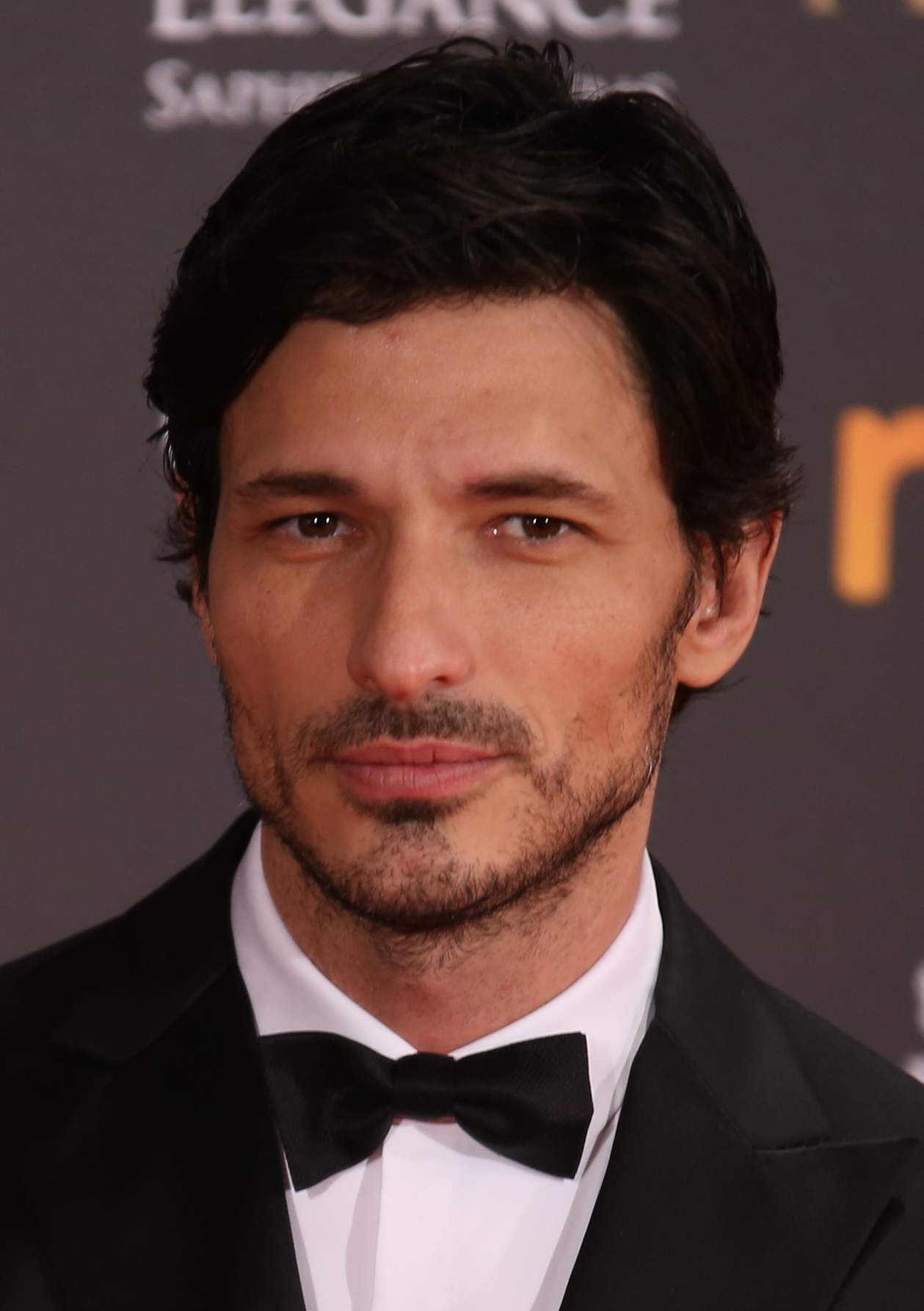
Andrés Velencoso (2017)

Andrés Velencoso Segura (* 11. März 1978 in Tossa de Mar, Provinz Girona, Katalonien) ist ein spanischer Schauspieler und Model.

## Leben
Velencoso wurde am 11. März 1978 in Tossa de Mar geboren. Neben seinen Muttersprachen Spanisch und Katalanisch, spricht er Französisch, Italienisch und Englisch. Nach seinem Schulabschluss unterschrieb er einen Modelvertrag bei Group Model Management.
Von Juli 2008 bis Oktober 2013 befand er sich in einer Beziehung mit der Sängerin Kylie Minogue. Von 2014 bis 2015 war er mit der spanischen Schauspielerin Úrsula Corberó liiert. 2017 war er für kurze Zeit in einer Beziehung mit dem Model Ginevra Rossini. Seit demselben Jahr ist er mit der argentinischen Schauspielerin Luz Cipriota liiert.

## Karriere
2000 wirkte Velencoso im Musikvideo der Musikgruppe OBK zum Lied El cielo no entiende mit. 2001 kam er über Natalie Kates von Q Model Management nach New York City und konnte mehrere Modelaufträge verbuchen, obwohl er zu diesem Zeitpunkt kein Englisch sprach. Es folgten Modeltätigkeiten für Chanel oder Louis Vuitton. Letztere Kampagne entstand mit Jennifer Lopez, wodurch er einem breiten Publikum bekannt wurde. Im Juni 2009 belegte er neben den Models Mathias Lauridsen, Tyson Ballou und Mark Vanderloo Platz 6 in der Liste „Top Icons Men“ von MODELS.com. In einem späteren Ranking des Magazins erreichte er Platz 16 der 25 Top Money Guys.
Nach einer kleineren Rolle 2004 in Sonorama war Velencoso ab dem Jahr 2012 regelmäßig in spanischen Fernseh- und Filmproduktionen zu sehen. So trat er 2012 im Film Ende in der Rolle des Hugo auf und verkörperte von 2014 bis 2015 in der Fernsehserie B&b, de boca en boca in insgesamt 13 Episoden die Rolle des Rubén Barahona. 2015 stellte er im Horrorfilm Camp – Tödliche Ferien die Rolle des Antonio dar. 2018 stellte er in der Fernsehserie Edha die Rolle des Teo dar und wirkte ab demselben Jahr bis einschließlich 2019 in der Fernsehserie Velvet Collection in der Rolle des Omar mit. Von 2021 bis 2022 verkörperte er die Rolle des Armando de la Ossa in der spanischen Fernsehserie Élite. 2023 wirkte er in acht Episoden der Fernsehserie Nacho als Toni Roca mit.

## Filmografie (Auswahl)
- 2004: Sonorama
- 2012: Ende (Fin)
- 2013: Número 2: si yo fuera Marilyn (Kurzfilm)
- 2014–2015: B&b, de boca en boca (Fernsehserie, 13 Episoden)
- 2015: Camp – Tödliche Ferien (Summer Camp)
- 2016: Rose Gold (Kurzfilm)
- 2016: 100 Meters (100 metros)
- 2017: The Time of Their Lives
- 2017: Señor, dame paciencia
- 2018: Edha (Fernsehserie, 10 Episoden)
- 2018: Balmain x Vogue: BBox Obsession (Kurzfilm)
- 2018: Capítulo 0 (Fernsehserie, Episode 1x04)
- 2018–2019: Velvet Collection (Velvet Colección, Fernsehserie, 11 Episoden)
- 2020: La lista de los deseos
- 2021–2022: Élite (Fernsehserie, 11 Episoden)
- 2022: Amor de madre
- 2022: Marina und die Mörder (Un asunto privado, Fernsehserie, 2 Episoden)
- 2023: Nacho (Fernsehserie, 8 Episoden)
- 2024–2025: Rückkehr nach Las Sabinas (Regreso a Las Sabinas, Fernsehserie, 70 Episoden)